# صبغ الشعر
صبغ الشعر أو تلوين الشعر هو تغيير لون الشعر ويتم استخدامه لأغراض متعددة مثل تغطية الشعر الأبيض أو لإنشاء مظهر جديد عن طريق تغيير لون الشعر إلى لون يعتبر مرغوب فيه.

## أنواع الصبغات
بشكل عام جميع أنواع الصبغات المنتشرة عالمياً تندرج تحت ثلاثة أنواع رئيسية:
- صبغات نباتية
- صبغات معدنية
- صبغات عضوية

### الصبغات النباتية
هناك الكثير من صبغات الشعر الطبيعية يمكن أن استخدامها ببساطة في المنزل. يمكن أن تتم البدائل الطبيعية لتلوين الشعر عن طريق استخدام الأعشاب الطبيعية مثل الحناء. أنواع مختلفة من الأعشاب يمكن استخدامها لتحقيق لون معين. على الرغم من أن العديد من صبغات الشعر الطبيعية يمكن القيام بها في المنزل، هناك منتجات في السوق التي تأتي كمجموعة التي يمكن شراؤها أو الصالونات التي تستخدم المكونات الطبيعية لصبغ الشعر.
الصبغات الطبيعية مشتقة من أوراق النباتات وهي مختلفة الأنواع وأشهرها استعمالاً الحناء وهي نباتات تنمو في شمال إفريقيا ومنطقة الشرق الأوسط وهي أوراق جافة تُطحن وتستعمل على الشعر على شكل عجينه تُترك فترة حوالي ساعة لتعطي لوناً أحمر مختلف الدرجات، ويستمر هذا اللون لمدة حوالي 6 أسابيع، وهي مادة غير سامة ولكنها تصبغ اليدين والأظافر والمادة الفعالة فيها هي مادة حمضية تسمى Naphthoquinone ومن الممكن إضفاء ألواناً عند إضافة بعض الأشياء إلى الحناء مثل:
- إضافة (زهرة) البابونج يعطي لوناً أصفر.
- إضافة الكركم (أنواع من البهارات) أو الزعفران يعطي أيضاً ألواناً تميل إلى الاصفرار.
- إضافة القرنفل المطحون يعطي لوناً أسود.
- إضافة مسحوق القهوة Nest Cafe يعطي لوناً بنياً.

الصبغات النباتية عموماً لا تؤذي الشعرة فيما عدا جفاف زائد في الشعر، وفي هذه الحالة من الأفضل استعمال ملطف أو زيت شعر، كما أنه نادراً ما تسبب حساسية في فروة الرأس أو الرقبة.

### الصبغات المعدنية
هي أملاح غير ضرورية أو مواد مؤكسدة وتعطي اللون بالاتحاد مع طبقة الكيراتين المكونة للشعرة وقد تؤدي هذه المواد إلى تقصف الشعر أو تلفه إذا استعملت بطريقة دائمة ومتكررة ومن أمثالها:
- أسيتات الرصاص- تعطي لوناً بنياً إلى أسود.
- نترات الفضة - تعطي لوناً مائلاً على الأسود.
- بإضافة النحاس أو الكوبلت أو الميكل إلى نترات الفضة يمكن إعطاء ألواناً تندرج ما بين الأشقر إلى الأسود.
- أملاح البزموت Bismuth تعطي لوناً بنياً.

هذه الصبغات تستمر ولا تزول بالغسيل وإنما تزول عندما تسقط الشعرة وينمو مكانها شعرة جديدة.

### الصبغات العضوية المصنعة
هي صبغات تعطي للشعر ألواناً أكثر إشراقاً وطبيعية وتخترق سطح الشعرة فهي باقية أو دائمة لفترات طويلة وتنقسم إلى:
1. مؤقتة: تستمر لمدة أسبوع واحد فقط وتزول مع الغسيل بالشامبو وتوجد على شكل بخاخ.
2. نصف دائمة: وتستعمل إما بالمنزل أو في صالونات التجميل، لتغطية الشعر الأبيض أو لإضفاء لمعان للشعر، وهي تخترق الطبقة السطحية للشعرة، ومن السهل إزالتها بالغسيل بواسطة الشامبو أو المحاليل الخاصة.
تزول بعد 6 - 10 مرات غسيل بالشامبو ومنها:
- مجموعة النيترو Nitro group وتعطي ألواناً تتدرج من الأحمر إلى الأصفر.
- مجموعة الانثراكينون Anthraquinone والتي تعطي لوناً بنياً.

3. الصبغات الدائمة: هي صبغات تدوم لفترات طويلة قد تستمر عدة أشهر وتحتوي على مواد مؤكسدة مثل البيروكسيد (H2o2) أو الفينول أو الريزورسينول وهذه المؤكسدات تتلف الشعر وتؤذيه حيث تُحدث به فجوات كما أنها قد تؤدي إلى حساسية جلدية.

## أضرار الصبغات
لابد من اتباع التعليمات المكتوبة على جميع علب الصبغات وعمل اختبارات الحساسية اللازمة قبل كل استعمال للصبغة بأماكن مختفية مثل الأذن أو الجهة الباطنية من الساعد، فإذا ظهر احمرار أو تورم أو حبوب فقاعية فهذا يعني وجود حساسية لهذه الصبغة أو لأحد مكوناتها لذا لا ينصح باستعمالها نهائياًً.
هناك الكثير من الأضرار والمضاعفات الجانبية من تكرار استعمال الصبغات الكيميائية منها ما هو يؤذي ويتلف الشعر وقد يؤدي إلى كثرة تساقطه أو أحياناً حدوث صلع يصعب علاجه، ومنها ما هو ضار بالصحة العامة للإنسان فقد ثبت أن بعض الصبغات الكيميائية تعتبر إحدى المواد المسرطنة. كما أنها قد تؤدي إلى الأنيما الخبيثة أو إلى تشوهات الأجنة عند استعمال الحوامل.

## حكمه في الإسلام
استعمال الأصباغ على الشعر من العادات، والأصل فيها الإباحة، ويجوز صبغ الشعر بالأصباغ الحديثة، وغيرها من أنواع الأصباغ، ما لم يكن الصبغ بالسواد لتغيير الشيب. فيجوز صبغ الشعر للرجال، والنساء بكل لون من الحناء والوسمة والكتم وغير ذلك ماعدا السواد فإنه يكره لقوله النبي: غيروا الشيب ولا تقّربوه السواد. وفي صحيح مسلم عن جابر: غيروا رأسه بشيء واجتنبوا السواد. وقد ذهب بعض العلماء إلى تحريم الصبغ بالسواد، وحملوا النهي المتقدم على التحريم.